# Meseta suiza

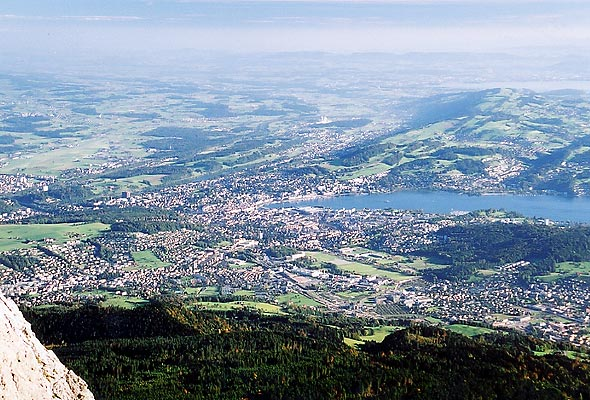
Vista de Lucerna desde el monte Pilatus.

La meseta suiza (en alemán: Mittelland; en francés: Plateau suisse; en italiano: Altipiano svizzero) es, junto con los Alpes y el Jura, uno de los tres grandes accidentes geográficos de Suiza, cubriendo el 30 % de la superficie del país. Se compone de las zonas llanas o con pequeñas colinas que se encuentran entre el Jura y los Alpes, a una altitud media de 400 a 600 m s. n. m. Es la zona más habitada de Suiza y, por tanto, la más industrializada y rica económicamente. 

## Situación
La meseta suiza queda delimitada al norte y noroeste, tanto geográfica como geológicamente, por la cordillera del Jura. En el sur, la delimitación geográfica no es tan clara en las cercanías de los Alpes. En algunas zonas meridionales se aprecian generalmente cambios bruscos de altitud de hasta 1500 m en las cercanías de los Kalkalpen y del Molasse, sirviendo para definir las fronteras de la meseta suiza. Las localidades de Friburgo, Napfbergland, Tössbergland y partes de Appenzell pertenecen a los Prealpes suizos. Si se tiene en cuenta la apariencia general de la región, la zona de los Prealpes pertenece a la meseta suiza. La frontera suroccidental la forma el lago de Ginebra y la septentrional el lago de Constanza y el río Rin. 
Geológicamente, la meseta suiza es una cuenca sedimentaria, que se extiende más allá de la frontera suiza. Al suroeste, en territorio francés, se extiende por la zona de Genevois, terminando en Chambéry, donde los Alpes y el Jura hacen una pinza. Al norte, la cuenca se extiende más allá del lago de Constanza, por el sur de Alemania y por los Prealpes de la región austriaca de Vorarlberg. 
En territorio suizo, la meseta tiene una longitud de unos 300 km y una anchura creciente de oeste a este. En la zona de Ginebra, la anchura máxima es de 30 km, en Berna de 50 km y en la zona oriental suiza de unos 70 km. 
Muchos de los cantones se encuentran en la meseta. Algunos de ellos, como el cantón de Zúrich, cantón de Turgovia y el cantón de Ginebra, sólo se extienden por la meseta. Otros cantones, cuyos territorios están en gran medida en la meseta, son el cantón de Lucerna, el cantón de Argovia, el cantón de Soleura, el cantón de Berna, el cantón de Friburgo y el cantón de Vaud. Algunos cantones, como el cantón de Neuchatel, el cantón de Zug, el cantón de Schwyz, el cantón de Sankt Gallen y el cantón de Schaffhausen, solo tienen un pequeño porcentaje de territorio en la meseta.

## Geología

### Sucesión de capas
Debido a las prospecciones petrolíferas en busca de petróleo y gas realizadas en la zona, las capas de rocas que forman la meseta suiza están bien catalogadas. La base la forma la cordillera primaria cristalina que aflora en la Selva Negra, los Vosgos y el macizo central de los Alpes, que en el caso del Jura y la meseta suiza se encuentra hundida. Las perforaciones hechas en la cercanía de los Alpes, han dado con restos de esta cordillera a unos 2500-3000 m de profundidad. Por encima de esta base, se halla una sucesión de capas de sedimentos mesozoicos del triásico, jurásico y cretácico. El volumen de sedimentos se reduce de oeste a este, de 2,5 km de profundidad a 0,8 km. Estos depósitos, al igual que los que hay en el Jura, se deben a la existencia de un mar, el mar de Tetis, en la zona. Por encima de estas capas de sedimentos se fueron depositando otros procedentes de la erosión de piedra caliza y pizarra. Estos sedimentos provienen en su mayor parte de los Alpes. La capa superficial está formada por rocas transportadas por la actividad de los glaciares durante la última glaciación. 

### Residuos
De gran interés geológico son los residuos que se hallan en la meseta suiza. Estos provienen de la erosión de la cordillera de los Alpes. La profundidad de la capa aumenta de oeste a este conforme disminuye la distancia a los Alpes. Los ríos antiguos que partían de los Alpes – como norma general distintos a la red fluvial actual – crearon zonas de depósitos a los pies de la cordillera. Los mejores ejemplos se encuentran entre el Napf y el monte Hörnli. 
Los depósitos se fueron distribuyendo en función al diámetro. De esta forma, en las zonas cercanas a los Alpes se encuentran los sedimentos con mayor diámetro, debido a que la corriente de agua no tenía fuerza suficiente para transportarlos. En la zona central de la meseta hay residuos más finos y en la zona cercana al Jura predominan la arcilla y los limos. 
Formación de las capas de residuos en la meseta suiza
En la primera parte del terciario, la zona que actualmente ocupa la meseta suiza era una altiplanicie calcárea con una pequeña inclinación hacia el sur, siguiendo la cual fue inundada la zona. En épocas posteriores, a causa de los procesos de elevación y hundimiento que tuvieron lugar durante la formación de los Alpes, la zona fue inundada en dos ocasiones. Se distingue, por tanto, entre los residuos dejados por aguas saladas y los residuos dejados por aguas dulces, aunque los residuos no fueron dejados por esta última acumulación de agua, sino por el sistema fluvial y el viento. 
- Capa profunda de residuos de agua salada (hace entre 37–30 millones de años): La altiplanicie calcárea se fue hundiendo, lo que permitió que un brazo de mar penetrara en la zona. Este mar se prolongaba hasta los Cárpatos en el oeste. Los sedimentos se componen de arena fina, arcilla y limos. No aparecen restos de conglomerado porque la elevación de los Alpes tuvo lugar al final de este periodo.
- Capa profunda de residuos de agua dulce (hace entre 30–22 millones de años): El mar desapareció, por un lado, por los procesos de elevación y, por otro, por la disminución del nivel del mar en todo el mundo. Comenzó la formación de los Alpes, con su correspondiente erosión, y surgieron los primeros restos de conglomerados.
- Capa superficial de residuos de agua marina (hace entre 22–16 millones de años): La zona volvió a estar cubierta por un mar poco profundo, creándose los residuos de conglomerado que se pueden observar en Napf y Hörnli.
- Capa superficial de residuos de agua dulce (hace entre 16–2 millones de años): El mar volvió a retirarse. La creación de capas de residuos fluviales provenientes en su mayor parte de la erosión de los Alpes prosiguió su camino. Al final del periodo se registraron capas de hasta 1500 m de profundidad.

En el siguiente periodo, destaca la elevación que sufrió la zona occidental de la meseta, a través de la cual se fueron erosionando las capas superficiales de residuos. 
La nota característica de los sedimentos de los residuos marinos son los fósiles de caracoles, moluscos y dientes de tiburón. En los restos de agua dulce se pueden observar fósiles de animales de tierra firme y de plantas subtropicales, como hojas de palmeras.

### Presión glacial
El aspecto actual de la meseta suiza se debe a los efectos de las capas de hielo que ocuparon la zona durante la época glacial. Durante las glaciaciones, los grandes glaciares de los Alpes ocupaban la zona de la meseta, comprimiendo los residuos en ella depositados. Durante los periodos cálidos entre las glaciaciones, los glaciares se retiraron y en la meseta se fue desarrollando vegetación subtropical. 

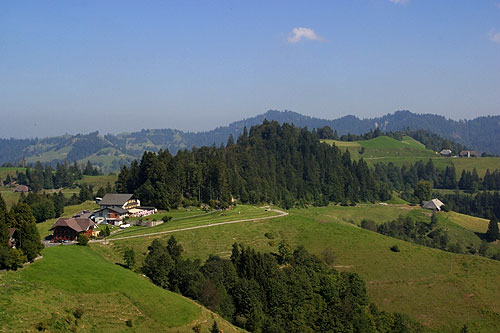
Zona del Napf, en la parte alta de la meseta.

Durante la glaciación, el glaciar del Ródano se dividió en dos brazos, de los cuales uno se extendió por la zona occidental de la meseta. Otros glaciares, como el del Rin, también cubrieron zonas hasta el Jura. Los glaciares provocaron, de un lado, una gran erosión y, de otro, un importante depósito de materiales en las morrenas. A esto hay que añadir la grava y guijarros depositados por los ríos. 
Atisbos de estas glaciaciones son difíciles de encontrar en la actualidad, ya que fueron modificadas por los glaciares que surgieron en las siguientes glaciaciones. Durante estas últimas glaciaciones la meseta llegó a estar cubierta por completo por una profunda capa de hielo.

### Accidentes geográficos
Basta con mirar un mapa para poder observar la dirección de los glaciares de la Edad del Hielo. La anchura del Glaciar del Ródano hacia el noreste muestra el recorrido paralelo hacia el Jura y los Alpes de los valles del Broye, Glane y de los lagos de Bienne y Murten en la Suiza occidental. 
Los valles del Wigger, Sursee y Reuss, así como los lagos Zúrich, Greifen, Hallwil y Sempach siguen la trayectoria de los glaciares Reuss y Linth de sueste a noroeste. El glaciar del Rin formó el actual valle del Thur en dirección al lago de Constanza. En muchos lugares se pueden encontrar drumlins, pequeñas colinas formadas por restos de morrenas prensadas. 
Otros ejemplos de la acción de los glaciares en la configuración de la meseta, aparte del sistema fluvial, son las grandes rocas transportadas por el hielo desde las montañas hasta zonas llanas. Suelen ser grandes bloques de granitos que solo se encuentran en las cumbres de los Alpes. Durante el siglo XIX, estos restos sirvieron para explicar la teoría de la existencia de glaciaciones, ya que el transporte de esas masas de rocas era imposible por la fuerza fluvial.

## Topografía

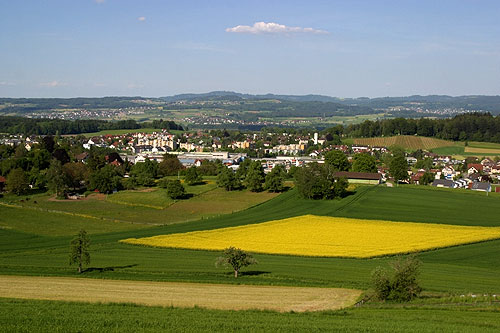
La meseta en Muri.

Aunque la meseta suiza sea una cuenca, no se puede hablar de una llanura, puesto que en cada región varía el paisaje, creándose una composición heterogénea de los mismos. Dos elementos importantes son los lagos de Ginebra y Zúrich, los mayores de la región. Estos conforman las fronteras nororiental y suroccidental de la meseta. La zona occidental está compuesta por altiplanos de 600 a 900 m s. n. m., entre los que se hallan profundos valles.
Sólo en las cercanías del Jura, en los valles del Venoge y Orbe, se puede observar un descenso de la cota, que sigue el curso fluvial del río Ródano y río Rin, a una altitud de 500 m s. n. m. La zona de lagos Seeland suiza es la mayor planicie de la meseta suiza, aunque en ella se hallan algunas colinas. Al este hay zonas de colinas, siendo más bajas conforme se avnaza hacia el norte. Otra zona importante es la cuenca del Emme. El río Aare, que fluye durante casi todo su recorrido a través de un ancho valle en el Jura meridional, absorbe la mayoría de los ríos procedentes de la zona alta de la meseta y de los Alpes. 

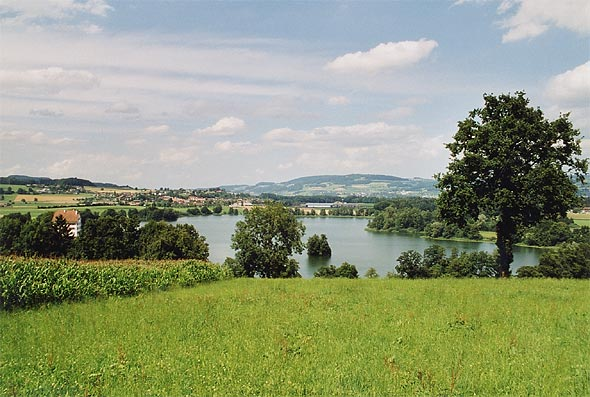
Zona próxima al lago Sursee.

La zona central de la meseta se caracteriza por una serie de cadenas de colinas del sureste al noroeste, entre las que se encuentran valles, algunos de ellos con lagos. La cadena Albis supone la frontera oriental de esta zona. La cadena de Heitersberg corta la meseta de forma abrupta desde el Jura hasta los Alpes, teniéndose que hacer uso de túneles para atravesarla.